# Florimond
Florimond ist ein französischer männlicher Vorname. 

## Bekannte Namensträger
- Colart de Brimeu, genannt Florimond III. († 1442), Herr von Maizicourt, Gründungsmitglied des Ordens vom Goldenen Vlies
- Florimond de Beaune (1601–1652), französischer Mathematiker
- Florimond de Raemond (1540–1601), französischer Jurist, Gegenreformator und Historiker
- Florimond Claude von Mercy-Argenteau (1727–1794), österreichischer Diplomat